# امامزاده حمزه و عبدالله
امامزاده حمزه و عبدا…  مربوط به اوائل دوره صفوی است و در شهرستان طالقان، روستای کجیران واقع شده و این اثر در تاریخ ۱۲ بهمن ۱۳۸۱ با شمارهٔ ثبت ۷۲۳۹ به‌عنوان یکی از آثار ملی ایران به ثبت رسیده است.